# Mahmoud Shalaby
Cet article concerne un acteur israélien. Pour le taekwondoïste égyptien, voir Mahmoud Shalaby (taekwondo).
Mahmoud (ou Mahmud) Shalaby, ou encore Mahmood Shalabi (en arabe, محمود شلبي ; en hébreu, מחמוד שלאבי ou מחמוד שלבי), est un acteur arabe palestinien né le 19 juillet 1982  à Acre. Il a joué dans plusieurs films produits ou coproduits par la France et a reçu le Mascarin de la meilleure interprétation masculine au Festival du film de La Réunion 2011 pour le rôle de Naïm dans le film Une bouteille à la mer de Thierry Binisti, tiré du roman de Valérie Zenatti, Une bouteille dans la mer de Gaza, et honoré de deux autres distinctions du même festival.

## Biographie
Mahmoud Shalaby grandit dans un quartier pauvre d'Acre marqué par la violence urbaine. Il fonde avec des amis le groupe de rap et de hip-hop MWR, aujourd'hui dissous, puis tient un café avant d'être contacté par la réalisatrice Keren Yedaya, qui lui confie son premier rôle de fiction. Il est interviewé en 2008 dans le documentaire Slingshot Hip Hop (en) de Jackie Reem Salloum (en) qui traite du hip-hop palestinien dans ses trois lieux géographiques : Israël, la Cisjordanie et la Bande de Gaza.
Il incarne le personnage de Toufik dans Jaffa de Keren Yedaya, sorti en 2009 et celui du chanteur juif d'Algérie Salim Halali dans Les Hommes libres d’Ismaël Ferroukhi, sorti en 2011.
En 2010, il joue avec Mohammed Bakri dans un court métrage en arabe, The clock and the man (arabe الساعة والإنسان ('al-sāʕa(t) wa-l-'insān), hébreu השעון והאדם (ha-šaʕōn we-ha-'adam)), tiré d'une nouvelle de même nom de la romancière palestinienne exilée Samira Azzam (1927-1967).
Il joue également un jeune Palestinien de Gaza, dont la mère est incarnée par Hiam Abbass, correspondant d’une Israélienne jouée par Agathe Bonitzer dans un film de Thierry Binisti, Une bouteille à la mer, sorti en France le 8 février 2012,. Celui-ci est inspiré du roman de Valérie Zenatti, Une bouteille dans la mer de Gaza.
Dans Le Fils de l'autre de Lorraine Lévy, sorti en France le 4 avril 2012, il incarne Bilal, le frère de Yacine (Mehdi Dehbi), mais en fait de Joseph (Jules Sitruk), involontairement échangés à la maternité dans la confusion créée par un bombardement.
Intéressé par la musique soufie, il joue de la kawala, une flûte traditionnelle égyptienne, que l'on voit et entend dans Le Fils de l'autre.
Il est présélectionné dans la catégorie Meilleur espoir masculin pour la 38e cérémonie des César en 2013 pour Une bouteille à la mer,.

## Filmographie
- 2007 : DAM de Elliot Manches (documentaire) : lui-même
- 2008 : Slingshot Hip Hop (en) de Jackie Reem Salloum (en) (documentaire) : lui-même
- 2009 : Jaffa de Keren Yedaya : Toufik
- 2010 : The Clock and the Man de Gazi Abu Baker (court métrage) : Fathi
- 2011 : Les Hommes libres d’Ismaël Ferroukhi : Salim Halali
- 2012 : Une bouteille à la mer de Thierry Binisti : Naïm
- 2012 : Le Fils de l'autre de Lorraine Lévy : Bilal, le frère de Yacine
- 2014 : Shkufim (Transparents en hébreu) de Mushon Salmona : Raaid

## Distinctions
- Festival du film de La Réunion 2011 : Prix Mascarin d'interprétation masculine pour Une bouteille à la mer de Thierry Binisti [7].